# Lista de partidos políticos da Escócia
Esta é uma lista de partidos políticos da Escócia com representação no Parlamento Escocês.

## Partidos maioritários

### Direita
| Nome | Nome                                        |  | Líder        | Ideologia                                                                   | Câmara dos Comuns | Parlamento da Escócia | Governo local | Parlamento Europeu |
| ---- | ------------------------------------------- |  | ------------ | --------------------------------------------------------------------------- | ----------------- | --------------------- | ------------- | ------------------ |
|      | UKIP Escócia UK Independence Party Scotland |  | David Coburn | Eurocepticismo, Populismo, Liberalismo económico, Anti-imigração, unionista | 0 / 59            | 0 / 129               | 0 / 1 223     | 1 / 6              |

### Centro-direita
| Nome | Nome                                            |  | Líder         | Ideologia                                                                 | Câmara dos Comuns | Parlamento da Escócia | Governo local | Parlamento Europeu |
| ---- | ----------------------------------------------- |  | ------------- | ------------------------------------------------------------------------- | ----------------- | --------------------- | ------------- | ------------------ |
|      | Partido Conservador Scottish Conservative Party |  | Ruth Davidson | Conservadorismo liberal, Liberalismo económico, Eurocepticismo, unionista | 1 / 59            | 31 / 129              | 111 / 1 223   | 1 / 6              |

### Centro
| Nome | Nome                                          |  | Líder         | Ideologia                                                                                               | Câmara dos Comuns | Parlamento da Escócia | Governo local | Parlamento Europeu |
| ---- | --------------------------------------------- |  | ------------- | --- | ----------------- | --------------------- | ------------- | ------------------ |
|      | Liberal Democratas Scottish Liberal Democrats |  | Willie Rennie | Social liberalismo, Social-democracia, Liberalismo económico, Centrismo, Federalismo europeu, unionista | 1 / 59            | 5 / 129               | 65 / 1 223    | 0 / 6              |

### Centro-esquerda
| Nome | Nome |  | Líder           | Ideologia                                                        | Câmara dos Comuns | Parlamento da Escócia | Governo local | Parlamento Europeu |
| ---- | --- |  | --------------- | ---------------------------------------------------------------- | ----------------- | --------------------- | ------------- | ------------------ |
|      | Partido Trabalhista Scottish Labour Party                                                                 |  | Kezia Dugdale   | Social-democracia, Social liberalismo, Terceira Via, unionista   | 1 / 59            | 15 / 129              | 396 / 1 223   | 2 / 6              |
|      | Partido Nacional Escocês em gaélico escocês: Pàrtaidh Nàiseanta na h-Alba inglês: Scottish National Party |  | Nicola Sturgeon | Independentismo escocês, Nacionalismo escocês, Social-democracia | 56 / 59           | 63 / 129              | 416 / 1 223   | 2 / 6              |

### Esquerda
| Nome | Nome                                       |  | Líder          | Ideologia                                                                  | Câmara dos Comuns | Parlamento da Escócia | Governo local | Parlamento Europeu |
| ---- | ------------------------------------------ |  | -------------- | -------------------------------------------------------------------------- | ----------------- | --------------------- | ------------- | ------------------ |
|      | Partido Verde Escocês Scottish Green Party |  | Patrick Harvie | Ecologismo, Ecossocialismo, Populismo de esquerda, Independentismo escocês | 0 / 59            | 6 / 129               | 12 / 1 223    | 0 / 6              |